# Клаве, Антони
Анто́ни Клаве́ (кат. Antoni Clavé i Sanmartí, 5 апреля 1913, Барселона — 31 августа 2005, Сен-Тропе) — каталонский художник, график, скульптор. Двукратный номинант на премию «Оскар» за лучшую работу художника-постановщика.

## Биография
Начинал самоучкой, в 1930 году поступил в Барселонскую художественную школу, где его учили Анхель Ферран и Феликс Местрес, проучился два года. На его работы повлияли такие художники, как Боннар, Вюйар и Руо. Занимался оформительством, работал в кино. После поражения испанской Республики переехал во Францию (1939). Его первая выставка состоялась в том же году в Перпиньяне.
В 1944 познакомился и подружился с Пикассо, в 1980-х посвятил ему серию работ. До 1956 работал в Париже, затем перебрался в Сен-Тропе. Выступал как книжный иллюстратор (Кармен Мериме, Гаргантюа и Пантагрюэль Рабле), художник театра, в том числе — балетного (в начале 1950-х он работал с Роланом Пёти) и кино, где любил использовать манекены.
В 1978 его первая ретроспективная выставка состоялась в парижском Центре Жоржа Помпиду. В 1984 представлял Испанию на венецианской Биеннале.
Похоронен в Париже на кладбище Монпарнас.
Его работы выставлены во многих музеях, включая Музей изобразительных искусств Сан-Франциско, Национальный музей Сербии, Музей современного искусства города Парижа, Галерея Тейт, Британский музей.

## Творчество
Творчество Клаве, близкое ко второй Парижской школе, развивалось в сторону абстрактного экспрессионизма, отличаясь повышенной интенсивностью колорита.

## Признание
Золотая медаль правительства Каталонии (1984).